# Балатханов, Вадуд
Ваду́д Балатха́нов (род. 28 августа 1991, Чечено-Ингушская АССР) — финский дзюдоист чеченского происхождения, чемпион и призёр чемпионатов Финляндии, победитель и призёр чемпионатов Северных стран, бронзовый призёр чемпионата Европы среди молодёжи, призёр Кубка Европы.

## Спортивные результаты
- Чемпионат Финляндии по дзюдо 2008 года — ;
- Чемпионат Финляндии по дзюдо 2009 года — ;
- Чемпионат Финляндии по дзюдо 2010 года — ;
- Чемпионат Финляндии по дзюдо 2011 года — ;
- Чемпионат Финляндии по дзюдо 2012 года — ;
- Чемпионат Финляндии по дзюдо 2014 года — ;